# Carex stenolepis
Carex stenolepis là một loài thực vật có hoa trong họ Cói. Loài này được Less. mô tả khoa học đầu tiên năm 1831.